# رافاييل فلوريس
رافاييل فلوريس (بالإنجليزية: Rafael Flores)‏ (24 أبريل 1991 بسالسيدو في جمهورية الدومينيكان - ) هو لاعب كرة قدم دومينيكي في مركز الوسط. شارك مع منتخب جمهورية الدومينيكان لكرة القدم. أما مع النوادي، فقد لعب مع Grenades F.C. ‏ وCibao FC ‏ وTempête FC ‏ وAtlético Pantoja ‏.

## وصلات خارجية
- رافاييل فلوريس على موقع الاتحاد الدولي (مؤرشف)  (الإنجليزية)
- رافاييل فلوريس على موقع قاعدة بيانات كرة القدم.إي يو (الإنجليزية)
- رافاييل فلوريس على موقع ناشيونال فوتبول تيمز (الإنجليزية)